# Her Finishing Touch
Her Finishing Touch est un film américain réalisé par John Francis Dillon, sorti en 1917.

## Fiche technique
- Titre original : Her Finishing Touch
- Réalisation : John Francis Dillon
- Production : Mack Sennett
- Société de production : Keystone
- Société de distribution : Keystone
- Pays de production :  États-Unis
- Langue originale : anglais
- Format : noir et blanc — 35 mm — 1,37:1 — Film muet
- Genre : Comédie
- Durée : une bobine - 300 m
- Date de sortie :
  - États-Unis : 15 avril 1917

## Distribution
- Milla Davenport
- John Francis Dillon
- William Colvin
- Claire Anderson